# Litofan

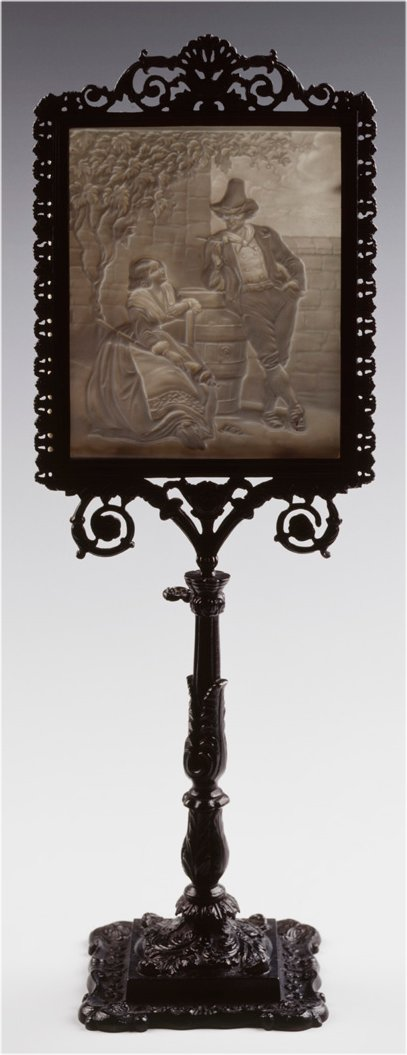
Stojak z litofanem (światło przechodzące)

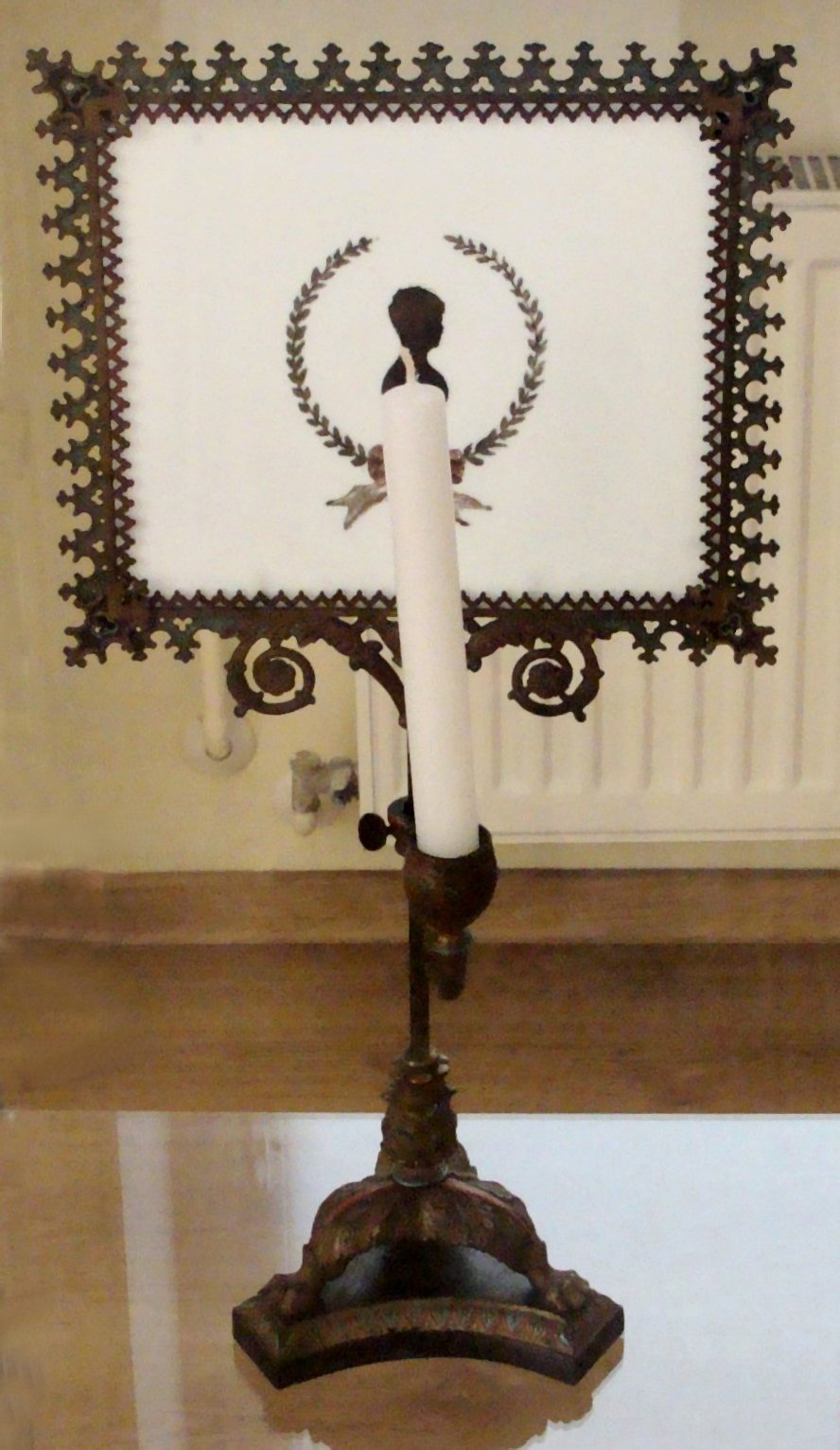
Stojak z namiastką litofanu tzw. email ombrant (odwrotna strona)

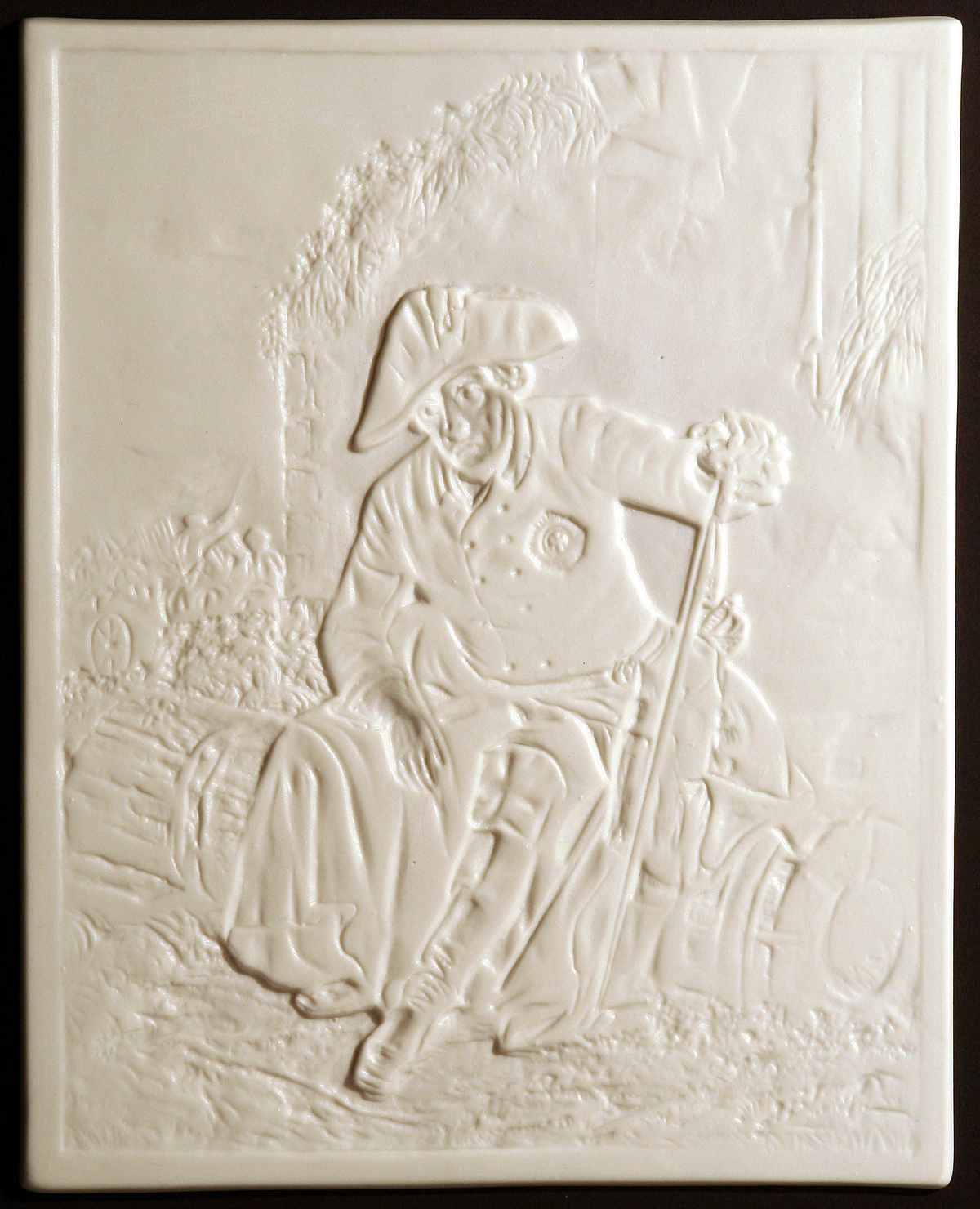
Porcelanowa płytka litofanu (światło odbite)

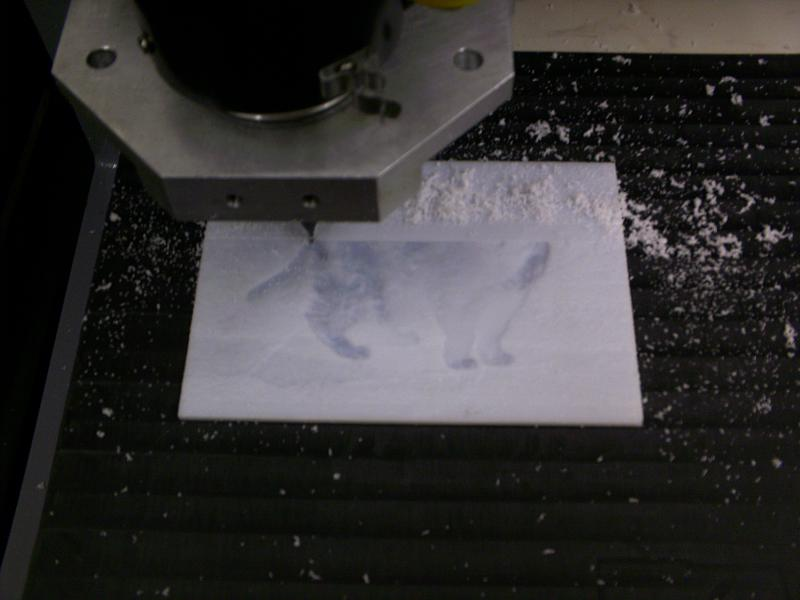
Produkcja litofanu techniką cyfrową

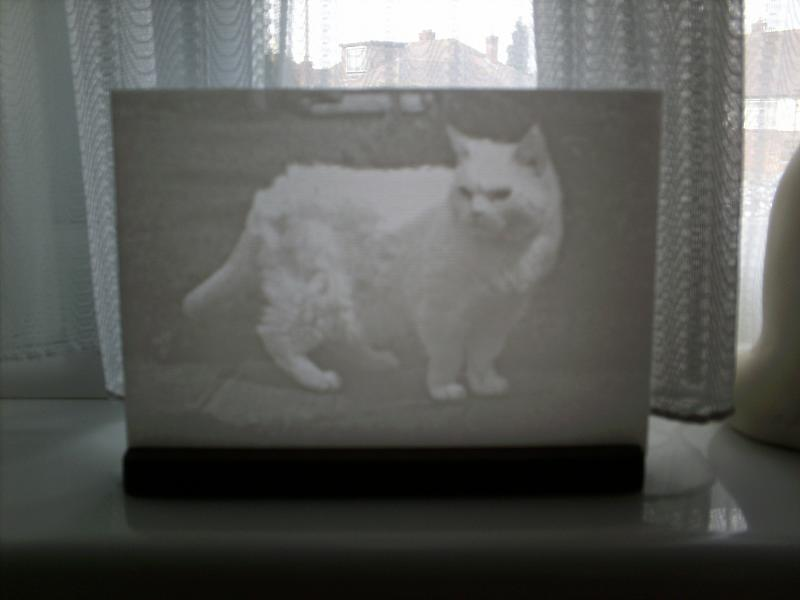
Gotowy litofan

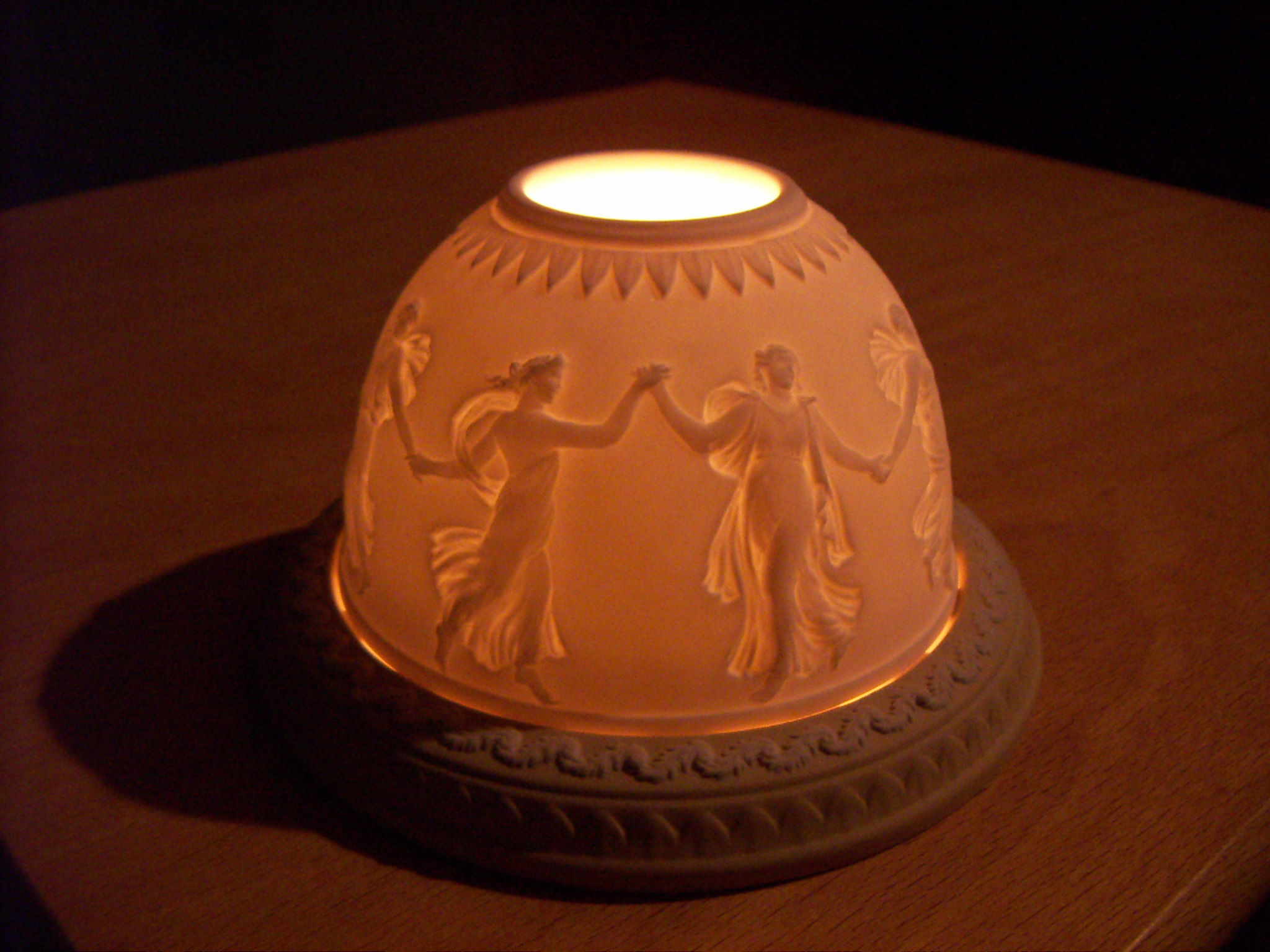
Litofanowy abażur firmy Wedgwooda

Litofan (z greckiego: λίθος – kamień i φαίνειν – dający widoczność) – cienka płytka porcelanowa wykorzystywana jako dekoracja, wyrzeźbiona wgłębnie w formie płaskorzeźby (przestrzennie) i oglądana w świetle przechodzącym, stąd chętnie wykorzystywana jako ozdobna osłona na różne źródła światła. Światło przechodząc przez półprzezroczystą materię (zwykle porcelanowy biskwit), tworzy cienie o intensywności zależnej od jej grubości w danym miejscu, dając niezwykłe efekty plastyczne obrazu, zwłaszcza w filującym ogniu świec lichtarza lub lampy naftowej. Dzięki światłu dwuwymiarowy i mało wyraźny obraz staje się wyraźny i trójwymiarowy. Litofan ma od 1,5 do 6 mm grubości i dość dowolną, ale zwykle niezbyt dużą powierzchnię. Jest to ozdoba delikatna, najczęściej oprawiona w metalową ramkę, która umożliwiała mocowanie całości przed źródłem światła. Litofany miały różną postać: płytek wieszanych w oknach, osłon do świecy, ekranu kominka, jednolitego lub segmentowego abażuru lampy, osłony latarni ogrodowej lub ogrzewacza. Bardzo rzadko spotyka się litofany należące do wyposażenia domku lalek. Na litofanach znalazły odbicie wszystkie motywy popularne w czasach, gdy powstawały. Ich wyrób nie był tani, więc do produkcji kierowano motywy mogące liczyć na nabywców. Do częstych należą tematy religijne, sceny biblijne, portrety, sceny rodzajowe i zaczerpnięte z literatury. Zachował się litofan z okazji otwarcia wieży Eiffla z 1889 roku.

## Historia litofanów

### Produkcja
Produkcję litofanów opatentowano w Paryżu w roku 1827, dlatego wyjściową dla polskiej jest francuska nazwa lithophanie, a w dalszym ciągu litofania (pierwotnie litofanja) na określenie tej metody zdobienia porcelany. Wynalazek przypisuje się baronowi Paulowi de Bourgingowi (1791–1864). Już w roku następnym Robert Griffith Jones wykupił patent dla angielskich fabryk. W tym samym 1828 roku Georg Friedrich Christoph (1781–1848) wprowadził technikę litofani do Prus i podobno tak istotnie udoskonalił, że niektórzy właśnie jego uważają za wynalazcę. Już od 1830 roku wytwarzaniem litofanów zajmowała się Królewska manufaktura porcelany w Berlinie. W roku 1849 powstała w Turyngii Plaue Porzellanmanufactur. Produkowano w niej między innymi porcelanowe płytki litofanowe, parasole słoneczne zdobione drukiem wklęsłym oraz obrazy okienne. Fabryka wciąż działa, wykorzystując współczesne technologie i mając w dorobku około 2,5 tysiąca różnych litofanów. We Francji szczególnie ceni się litofany sygnowane Ad'T prawdopodobnie pochodzące z Rubles, niedaleko Melun. Znak przypisuje się baronowi A. de Tremblay. Są jednak i tacy, którzy twierdzą, że baron robił jedynie zwykłą ceramikę, zaś litofany ze znakiem Ad'T pochodzą z innego, jeszcze niezidentyfikowanego źródła.
W krótkim czasie litofany zaczęto produkować prawie wszędzie, gdzie istniała też możliwość produkcji porcelany (a o tym decyduje dostępność odpowiedniego surowca). Do najsłynniejszych wytwórni należy zaliczyć Wedgwooda w Anglii, Meissen w Dreźnie i Belleek w Irlandii. Litofany w niewielkiej liczbie produkowano także w USA.
Oprócz odlewania, dla uzyskania litofanów, stosowano też grawiurowanie. Ta metoda, odkąd wprowadzono obrabiarki sterowane numerycznie (frezarki) stała się dominująca. Nowe materiały i technika sprawiły, że litofany robi się też obecnie z tworzyw sztucznych i szkła. Technika komputerowa pozwala na poczekaniu przygotować litofan ze zdjęcia dostarczonego przez turystę. Dużą popularność mają w Niemczech kufle do piwa, rzeźbione wgłębnie i ujawniające swój ukryty obraz po wypiciu piwa.

### Pochodzenie
Wielu historyków nie zgadza się na przypisywanie wynalazku litofanu Europejczykom, przypisując go Chińczykom z dynastii Tang. R. L. Hobson przypisuje go dynastii Ming, wtedy to Chińczycy produkowali miski „cienkie jak papier”, do tego z ukrytymi wewnątrz i przeświecającymi ozdobami. Tych i innych teorii jest sporo, bowiem Chińczycy produkowali porcelanę znacznie wcześniej i przez długi czas byli jej jedynym źródłem dla Europy. Zasadniczą przeszkodą w przyjęciu tej tezy jest jednak fakt, że jak dotąd nie znaleziono tam przykładów litofanu wcześniejszych niż europejskie.
Nikolai Klimaszewski przedstawił tezę, że jest to wynalazek wyłącznie europejski, a co więcej, pierwotnie wcale niezwiązany z porcelaną. Otóż dla ułatwienie sobie pracy, wzory dla figur przygotowywano na szkle i wycinano je w wosku. Odpowiednio ustawione lustro kierowało światło przez ten wzorzec na wykonywaną rzeźbę. Ułatwiało to modelowanie, ale przy okazji można było zaobserwować efekty przestrzennego uwydatnienia obrazu. Zastąpienie miękkiego wosku porcelaną, która po wypaleniu staje się półprzezroczysta, pozwoliło osiągnąć zadowalające i trwałe efekty.
Woskową formę zalewano gipsem i uzyskiwano trwalsze formy gipsowe. Później można było zrezygnować z wosku, a nawet z gipsu, robiąc matryce z metalu. Odlewy po wysuszeniu wypalano w temperaturze ok. 1300 °C. Surowiec na litofany składał się w 66% z kaolinu, 30% skalenia i 4% talku. 60% wypalonych form miało różnego rodzaju wady eliminujące je z dalszego użytku.

### Kolekcjonowanie

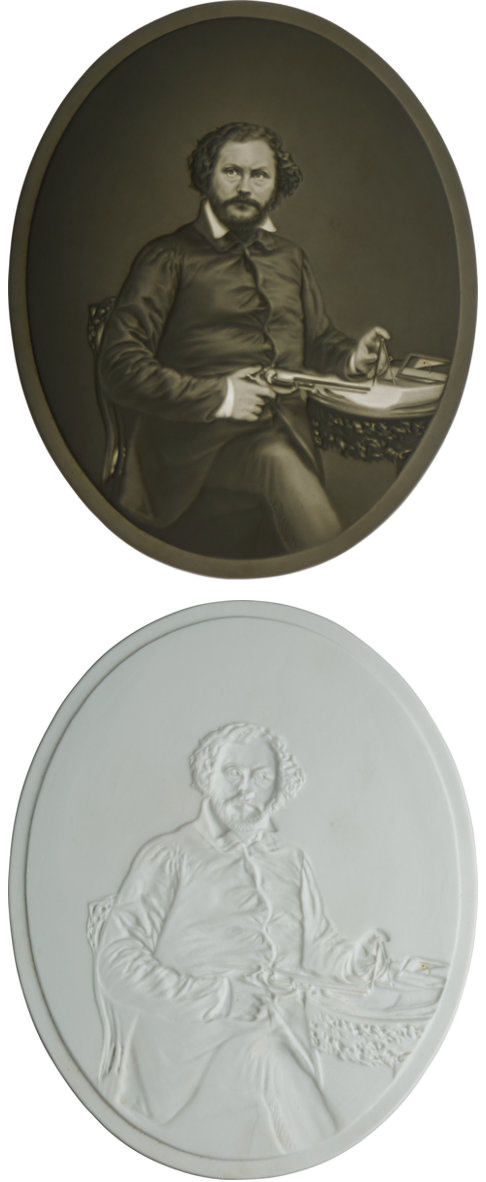
Portret Colta, widok (u góry) i litofan (u dołu)

Już w czasach, gdy powstawały pierwsze litofany znaleźli się amatorzy zajmujący się ich kolekcjonowaniem. Do najbardziej znanych można zaliczyć Samuela Colta. Według Henry Barnarda, jego biografa, Samuel Colt od początku w swym nowym domu „Armsmear”, leżącym w Hartford w stanie Connecticut, masowo instalował litofany. Prawdopodobnie zobaczył je na wystawach w Londynie (Great (Crystal Palace) Exhibition in London) i na wystawie New York Great Exhibition. Większą ich liczbę zakupił w Berlinie w latach 1855 i 1856. Wybór ich pokazuje Magazine Antiques. Z relacji wynika, że litofany z malowniczymi widokami i portrety ozdabiały pokoje żony Colta. W oknach sypialni na piętrze wprawiono inspirujące szyby litofanowe. Litofany żartobliwej natury zdobiły okna pokoju bilardowego. Colt bardzo lubił litofan z wyobrażeniem bitwy pod Trafalgarem. Miał też obraz Zamku Stolzenfels nad Renem i widok Koblencji. Jeden litofan przedstawia Colta siedzącego przy małym biurku. Ma on na wysokości pasa pistolet, a w lewej ręce trzyma kompas. Taki obrazek Colt podarował senatorowi Ruskowi w odpowiedzi na jego list z dnia 2 stycznia 1856 roku. Barnard określa kolekcję Colta jako istną galerię sztuki. Większość litofanów Colta wciąż pozostaje w Armsmear, ale pewna ich część trafiła do muzeum sztuki w Wadsworth Atheneum.